# Мухтаров, Ахрор Мухтарович
Ахрор Мухтарович Мухтаров (тадж. Аҳрор Мухторов; 5 ноября 1924 года, Ура-Тюбе — 6 октября 2007, Душанбе) — советский и таджикский историк, академик Академии наук Республики Таджикистан.

## Биография
Родился в городе Ура-Тюбе, истории которого посвятил затем немало работ. С 1940 года работал учителем в сельской школе.
Участвовал в Великой Отечественной войне 1941—1945 годов, сражался за освобождение Украины, Польши, Чехословакии и Германии.
В 1951 году окончил исторический факультет Сталинабадского государственного педагогического института имени Т. Шевченко (ныне Таджикский государственный педагогический университет им. С.Айни). В том же году опубликовал первую научную работу.
С 1953 года работал в Институте истории, археологии и этнографии Академии наук Республики Таджикистан имени А. Дониша. В течение 30 руководил в этом научном учреждении отделом истории средних веков.
В 1971 году защитил диссертацию на соискание учёной степени доктора исторических наук («Эпиграфические памятники XI—XIX вв. из Кухистана как источник по истории народов Средней Азии»). С 1972 года профессор, преподавал исторические дисциплины в Таджикском государственном университете в Душанбе.
С 1978 года член-корреспондент АН Таджикской ССР, с 1991 года — действительный член (академик) Академии наук Республики Таджикистан.
Автор 80 книг (от монографий до школьных учебников) и более 500 научных статей по истории средних веков народов Таджикистана, Средней Азии, Афганистана, Ирана и Индии. Многие работы академика переведены на иностранные языки и изданы за рубежом.
В 1976 Ахрор Мухтаров избран членом Археографической комиссии при Отделении истории АН СССР. Был членом Международной научной ассоциации Корпуса иранских надписей (Лондон) с 1980 года, членом Научного общества иранистов Европы (с 1991 года) и других международных организаций.
Награждён многими орденами и медалями СССР и Республики Таджикистан.
В сентябре 2007 года А. М. Мухтарову присуждена Государственная премия имени Абу Али ибн Сины.
Скончался 6 октября 2007 года, похоронен в столичном парке Лучоб, где захоронены видные деятели культуры и науки Таджикистана: поэты Мирзо Турсунзаде и Лоик Шерали, академик Мухаммад Осими, народная артистка СССР Тухфа Фазылова и др.

## Труды
- Материалы по истории Ура-Тюбе: Сб. актов: От XVI до начала XIX вв./ Под ред. А. А. Семёнова, О. Д. Чехович; Сост., пер. и предисл. А. Мухтаров. — М.: Изд-во восточной литературы, 1963.
- Мухтаров А. Сирри мазорҳо (Тайны мазаров). — Душанбе, 1964.
- Мухтаров А. Очерк истории Ура-Тюбинского владения в XIX в./ Под ред. Б. И. Искандарова. — Душанбе, 1964. — 184 с.
- Мухтаров А. Резьба по дереву в долине Зеравшан: (Альбом средневековых орнаментов). — М.: Наука, 1966.
- Давидович Е. А., Мухтаров А. М. Страницы истории Гиссара. — Душанбе, 1969.
- Мухторов А. Аз паи таърихи куҳан. Қайдҳои сафари Афғонистон. — Душанбе, 1975.
- Мухтаров А. Эпиграфические памятники Кухистана. XI—XIX вв. Кн. 1. — Душанбе, 1978.
- Мухтаров А. Эпиграфические памятники Кухистана. XI—XIX вв. Кн. 2. — Душанбе, 1979.
- Таджикско-русский словарь по истории/ Сост. А. Мухтаров и А. Егани. — Душанбе, 1974. — 100 с.
- Таджикско-русский словарь по истории/ Сост. А. Мухтаров и А. Егани. — 2-е изд., доп. — Душанбе, 1994. — 202 с.
- Мухтаров А. История Ура-Тюбе: (Конец XV — нач. XX вв.): Посвящ. 2500-летию основания г. Ура-Тюбе/ Ин-т истории, археологии и этнографии им. А. Дониша АН Республики Таджикистан. — М., 1998. — 277 с.: ил.
- Мухтаров А., Шарипов Ш. Академик Бободжон Гафуров. — Душанбе: Ирфон, 1989. — 205 с.: ил.
- Мухтаров А. М. Позднесредневековый Балх: материалы к исторической топографии города в XVI—XVIII вв. Душанбе: Дониш, 1980. — 123 с.
- Мухтаров А. М. По следам прошлого: [Путевые заметки из поездок по Афганистану. Пер. с тадж.] — Душанбе: Ирфон, 1982. — 88 с.
- Мухтаров А. М., Касымов Н. К. Материалы по истории городов Таджикистана. — Душанбе: Дониш, 1975. — 238 с.
- Мухтаров А. М., Литвинский Б. А. История Таджикской ССР: Учебное пособие для 7—8-х кл. — 5-е изд., перераб. — Душанбе: Маориф, 1989. — 102 с.
- Мухтаров А. Гузары Ура-Тюбе. — Ташкент, 1995.
- Мухтаров А. Правители Гиссара (вторая половина XV в. — начало XX в.). — Душанбе, 1996.
- Мухтаров А. Саманидские эмиры и везиры. — Душанбе, 1997.
- Мухтаров А. Города Афганистана. — Душанбе: Деваштич, 2003.